# Модсли, Элджернон
Элджернон Модсли (англ. Algernon Maudslay; 10 января 1873, Тетбери, Глостершир — 2 марта 1948, Уинчестер) — британский яхтсмен и общественный деятель, двукратный чемпион летних Олимпийских игр 1900.
Родился в городе Тетбери в графстве Глостершир в Юго-Западной Англии в семье Герберта и Мэрион Модсли. Его отец был инженером.
Получил образование в частной школе, был одним из лучших моряков своего времени. В 1900 году составе экипажа яхты Scotia выиграл на летних Олимпийских Играх в Париже золотые медали в гонках для яхт водоизмещением 0,5—1 тонны, а также в открытом классе.
В 1917 году, являясь почетным членом Бельгийского комитета военных беженцев, стал Командором Ордена Британской империи (CBE).
В 1927 году был награждён бельгийским Орденом Короны в знак признания за оказанные им ценные услуги.
Позднее был членом Британского общества Красного Креста.
Умер 2 марта 1948 года в городе Уинчестер в графстве Хэмпшир в Юго-Восточной Англии.